# Fullmaktslag
Fullmaktslag är en parlamentariskt stiftad lag som under vissa förutsättningar delegerar befogenheter till en regering eller annat statlig organ, vanligen i syfte att hantera en specificerad kris.
Moderna fullmaktslagar stiftas i regel på förhand och är redo att tillämpas om de relevanta rekvisiten uppfylls. Fullmaktslagar har dock historiskt även stiftats ad hoc, såsom den tyska fullmaktslagen 1933 som överlämnade den styrande makten till Adolf Hitler.

## Fullmaktslagar i Sverige
I Sverige finns flertalet gällande fullmaktslagar som kan tas i bruk i händelse av krig eller allvarlig fredstida kris. Gemensamt för fullmaktslagarna är att riksdagen måste godkänna tillämpningen inom två månader för att de ska fortsätta gälla.
Nedan listas gällande fullmaktslagar i Sverige:
- Krishandelslagen (SFS 1964:19)
- Förfogandelagen (SFS 1978:262)
- Ransoneringslagen (SFS 1978:268)
- Lagen om undanförsel och förstöring (SFS 1992:1402)
- Förordning om undanförsel och förstöring (SFS 1993:243)
- Lagen om förbud i vissa fall mot överlåtelse eller upplåtelse av fartyg (SFS 1939:299)
- Lagen med vissa bestämmelser om fraktfart med svenskt fartyg (SFS1940:176)
- Lagen om betalningsväsendet under krigsförhållanden (SFS 1957:684)
- Kungörelsen med tillämpningsföreskrifter till lagen med vissa bestämmelser om fraktfart med svenskt fartyg (SFS 1960:516)
- Lagen om vissa åtgärder för utnyttjande av vattenkraft vid krig m.m. (SFS 1962:627)
- Lag om förfarandet hos kommunerna, förvaltningsmyndigheterna och domstolarna under krig eller krigsfara m.m. (SFS 1988:97)
- Arbetsrättslig beredskapslag (SFS 1987:1262)